# General Roca (ort i Río Negro)
General Roca är en ort i Argentina.   Den ligger i provinsen Río Negro, i den sydvästra delen av landet, 900 km sydväst om huvudstaden Buenos Aires. General Roca ligger 237 meter över havet och antalet invånare är 73 212.
Terrängen runt General Roca är platt. General Roca är det största samhället i trakten.
Runt General Roca är det i huvudsak tätbebyggt. Runt General Roca är det glesbefolkat, med 20 invånare per kvadratkilometer.